# النظرية التنبؤية في القانون
النظرية التنبؤية في القانون هي فلسفة فقهية للكاتب والطبيب أوليفر وندل هولمز، تقوم على محاولة تفنيد معظم التعاريف السابقة للقانون. يعتقد هولمز أن تعريف القانون يجب أن يكون عملية تبنؤ بسلوك المحاكم. استند منطقه على ما عبر عنه «بالرجل السيء» الي اعتبره «طريق القانون»، حيث أن الأشرار، لا يهتمون كثيرًا بالأخلاق أو المفاهيم السامية للقانون الطبيعي. بدلاً من ذلك، فهم يهتمون بكل بساطة في البقاء خارج السجن وتجنب سائر العقوبات القانونية كدفع الغرامات والتعويضات. لذلك، يرى هولمز، أنه كان من الأجدر تعريف «القانون» باعتباره «تنبؤًا بالأفعال» سيحيل مرتكبها على عقوبات وفقا لما تراه المحاكم.
لعبت النظرية دورًا رئيسيًا في التأثير على الواقعية القانونية الأمريكية.

## انتقادات
انتقد الفيلسوف هربرت هارت النظرية في كتابه «مفهوم القانون» الصادر في عام 1961. حيث أورد جملة من الانتقادات أبرزها:
- نظرية هولمز تتجاهل الإيمان الباطني بالقانون، ذلك الإيمان المغروس في ضمير الموظفين الرسميين والمواطنين العاديين الملتزمين بالقانون، المعتقدين بأن قواعد القانون «يجب» طاعتها. كما تقلل النظرية من أهمية الطرق التي من خلالها يستخدم القانون للسيطرة على الحياة وتوجيهها والتخطيط لها خارج المحكمة.[2]
- تقلل نظرية هولمز حسب هارت من أهمية الطرق التي من خلالها يستخدم القانون للسيطرة على الحياة وتوجيهها والتخطيط لها خارج أسوار المحاكم، ويطرح هارت إشكالا يقول فيه «لماذا لا يهتم القانون أكثر أو بشكل متساو بالرجل المحتار أو الجاهل والذي يريد أن يفعل ما هو مطلوب إذا قيل له ذلك؟ أو بالرجل الذي يريد أن يرتب علاقاته إذا فقط قيل له كيف يفعل ذلك؟».[3]